# 1055 (szám)
Az 1055 (római számmal: MLV) az 1054 és 1056 között található természetes szám.

## A szám a matematikában
A tízes számrendszerbeli 1055-ös a kettes számrendszerben 10000011111, a nyolcas számrendszerben 2037, a tizenhatos számrendszerben 41F alakban írható fel.
Az 1055 páratlan szám, összetett szám, félprím. Kanonikus alakja 51 · 2111, normálalakban az 1,055 · 103 szorzattal írható fel. Négy osztója van a természetes számok halmazán, ezek növekvő sorrendben: 1, 5, 211 és 1055.
Az 1055 huszonhat szám valódiosztó-összegeként áll elő, ezek közül legkisebb az 1425.

## Csillagászat
- 1055 Tynka kisbolygó